# Academia Filipina da Língua Espanhola
A Academia Filipina de la Lengua Española (Do Espanhol:Academia Filipina da Língua Espanhola) é um grupo de acadêmicos, especialistas no uso do espanhol nas Filipinas e membro da Associação de Academias da Língua Espanhola. Foi estabelecido em Manila, em 25 de julho de 1924. Seu principal instigador foi o poeta e ensaísta Fernando Maria Guerrero, chamado de "Príncipe dos Poetas Filipinos", fundador do jornal filipino em espanhol El Renacimiento. Sua filha Evangelina Guerrero, também poeta, mais tarde foi a primeira mulher a quem ofereceram a dignidade de acadêmica no campo de todas as Academias hispânicas da Língua. Com pudor gentil, Evangelina Guerrero renunciou à nomeação, acreditando que foi mais uma homenagem ao falecido pai e fundador, e não uma honra ao mérito. 
A instituição é sediada na cidade de Makati, na região metropolitana de Manila.
Em 2009, o acadêmico e presidente das Filipinas, Gloria Macapagal-Arroyo, foi premiado com o Internacional Don Quijote de 2009.